# Minkowice Oławskie
Minkowice Oławskie (deutsch Minken) ist ein Dorf in Niederschlesien. Der Ort liegt in der Gmina Jelcz-Laskowice im Powiat Oławski in der polnischen Woiwodschaft Niederschlesien.

## Geographie

### Geographische Lage
Das Angerdorf Minkowice Oławskie liegt 12 Kilometer östlich des Gemeindesitzes Jelcz-Laskowice (Jeltsch-Laskowitz), ca. 16 Kilometer nordöstlich von der Kreisstadt Oława (Ohlau) und rund 38 Kilometer südöstlich der Woiwodschaftshauptstadt Breslau. Der Ort liegt in der Nizina Śląska (Schlesische Tiefebene) innerhalb der Równina Oleśnicka (Oelser Ebene). Umgeben ist der Ort von weitläufigen Waldgebieten.
Der Ort liegt an der Bahnstrecke Opole–Jelcz-Laskowice.

### Nachbarorte
Nachbarorte von Minkowice Oławskie sind im Nordwesten Kopalina (Rodeland) und im Südosten Biskupice Oławskie (Bischwitz).

## Geschichte

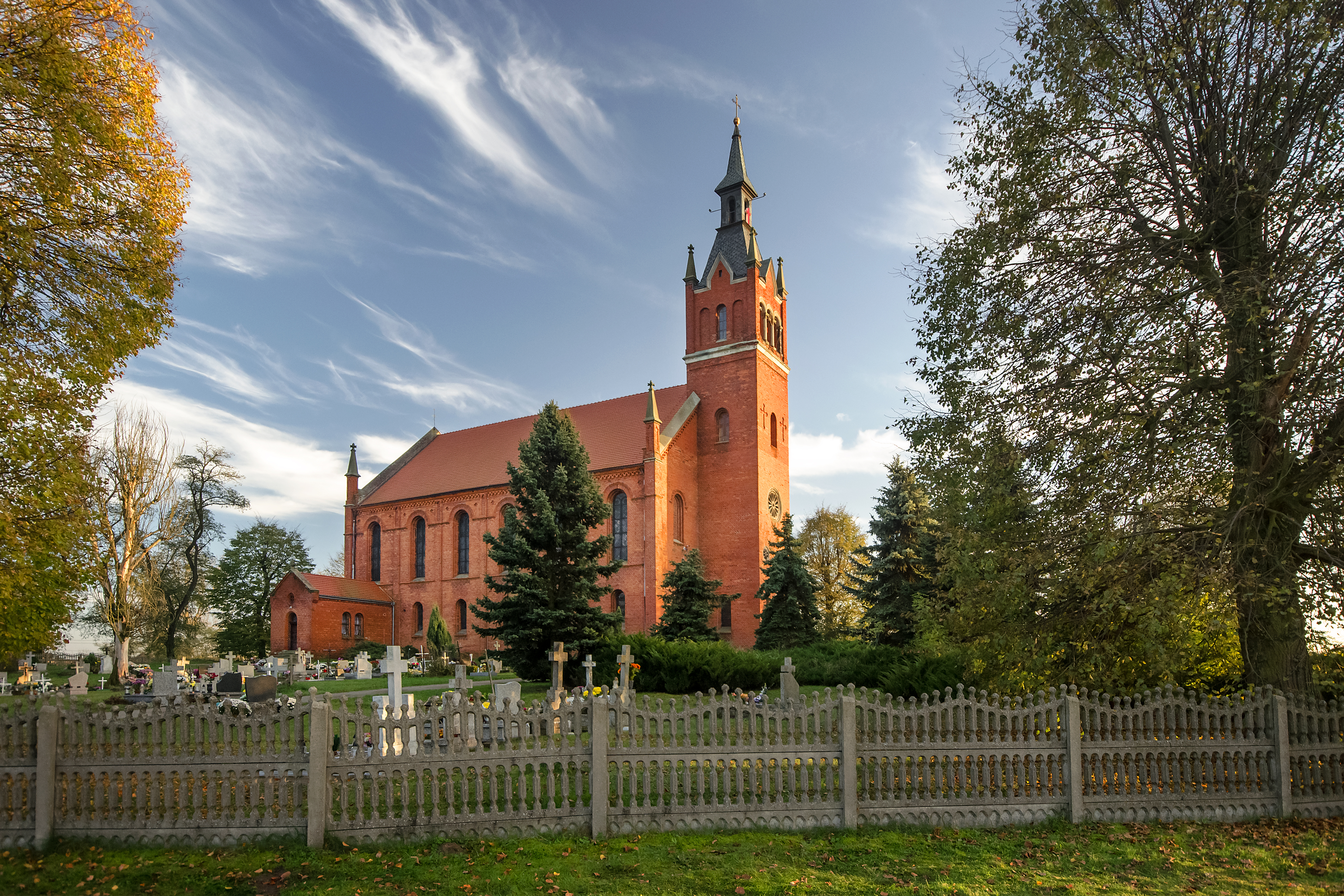
Kirche St. Peter und Paul und Unsere Liebe Frau Mariä Himmelfahrt

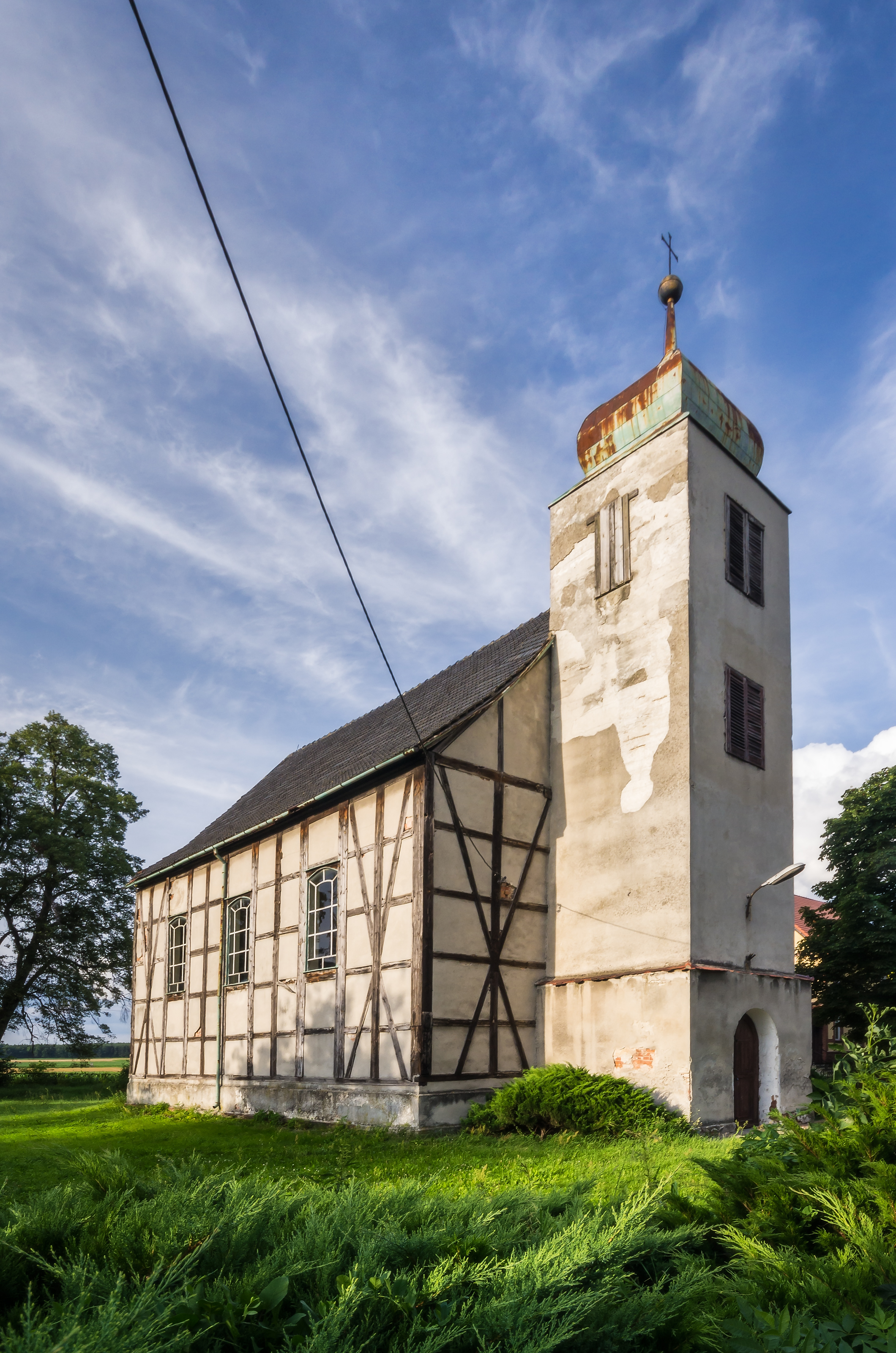
Nepomukkirche

Der Ort wurde 1266 erstmals als Minkowitz erwähnt und nach fränkischem Recht ausgesetzt. Eine weitere Erwähnungen erfolgte 1279 als villa Minkenowe. Ein Besiedlung erfolgt vermutlich erst ab 1283.
1523 wurde im Ort eine Schule gegründet. 1534 hielt die Reformation Einzug in Minken und die Bevölkerung wurde protestantisch. Zwischen 1703 und 1707 war Minken kurzzeitig wieder katholisch. 1716 wurde im Ort eine katholische Kirche errichtet. Nach dem Ersten Schlesischen Krieg 1742 fiel Minken zusammen mit dem größten Teil Schlesiens an Preußen. 1783 zählte der Ort ein herrschaftliches Vorwerk, eine evangelische, eine katholische Kirche, zwei Schulen sowie 20 Bauern- und 52 andere Stellen und 568 Einwohner.
Nach der Neugliederung Preußens gehörte die Landgemeinde Minken ab 1815 zur Provinz Schlesien und war ab 1816 dem Landkreis Ohlau eingegliedert. 1874 wurde der Amtsbezirk Minken gegründet, welcher die Landgemeinden Bischwitz über der Oder, Minken und Rodeland umfasste. 1885 zählte der Ort 889 Einwohner.
1933 zählte Minken 1153, 1939 wiederum 1151 Einwohner. Bis 1945 befand sich der Ort im Landkreis Ohlau.
Als Folge des Zweiten Weltkriegs fiel Minken wie fast ganz Schlesien 1945 an Polen, wurde in Minkowice Oławskie umbenannt und der Woiwodschaft Breslau angegliedert. Die deutsche Bevölkerung wurde, soweit sie nicht vorher geflohen war, weitgehend vertrieben. Die neu angesiedelten Bewohner waren zum Teil Heimatvertriebene aus Ostpolen. 1999 kam der Ort zum Powiat Oławski in der Woiwodschaft Niederschlesien.

## Sehenswürdigkeiten
- Die römisch-katholische Kirche St. Peter und Paul und Unsere Liebe Frau Mariä Himmelfahrt (poln. Kościół św. Piotra i Pawła i MB Wniebowziętej) wurde 1870 aus Backstein im neogotischen Stil errichtet. Bis 1945 diente das Gotteshaus der protestantischen Gemeinde.[5]
- Direkt angrenzend an die evangelische Kirche liegt der ehemalige Evangelische Friedhof mit erhaltenen deutschen Gräbern.
- Die römisch-katholische Kirche St. Johannes von Nepomuk (poln. Kościół św. Jana Nepomucena) wurde 1716 aus Fachwerk errichtet. Der Kirchenbau steht heute leer und verfällt.[6]
- Hölzernes Wegekreuz

## Vereine
- Freiwillige Feuerwehr OSP Minkowice Oławskie
- Fußballverein Huragan Minkowice Oławskie

## Söhne und Töchter des Ortes
- Oskar Bresler (1885–1964), deutscher Gendarmerie-Wachtmeister und NSDAP-Ortsgruppenleiter